# Synagogue de Plovdiv

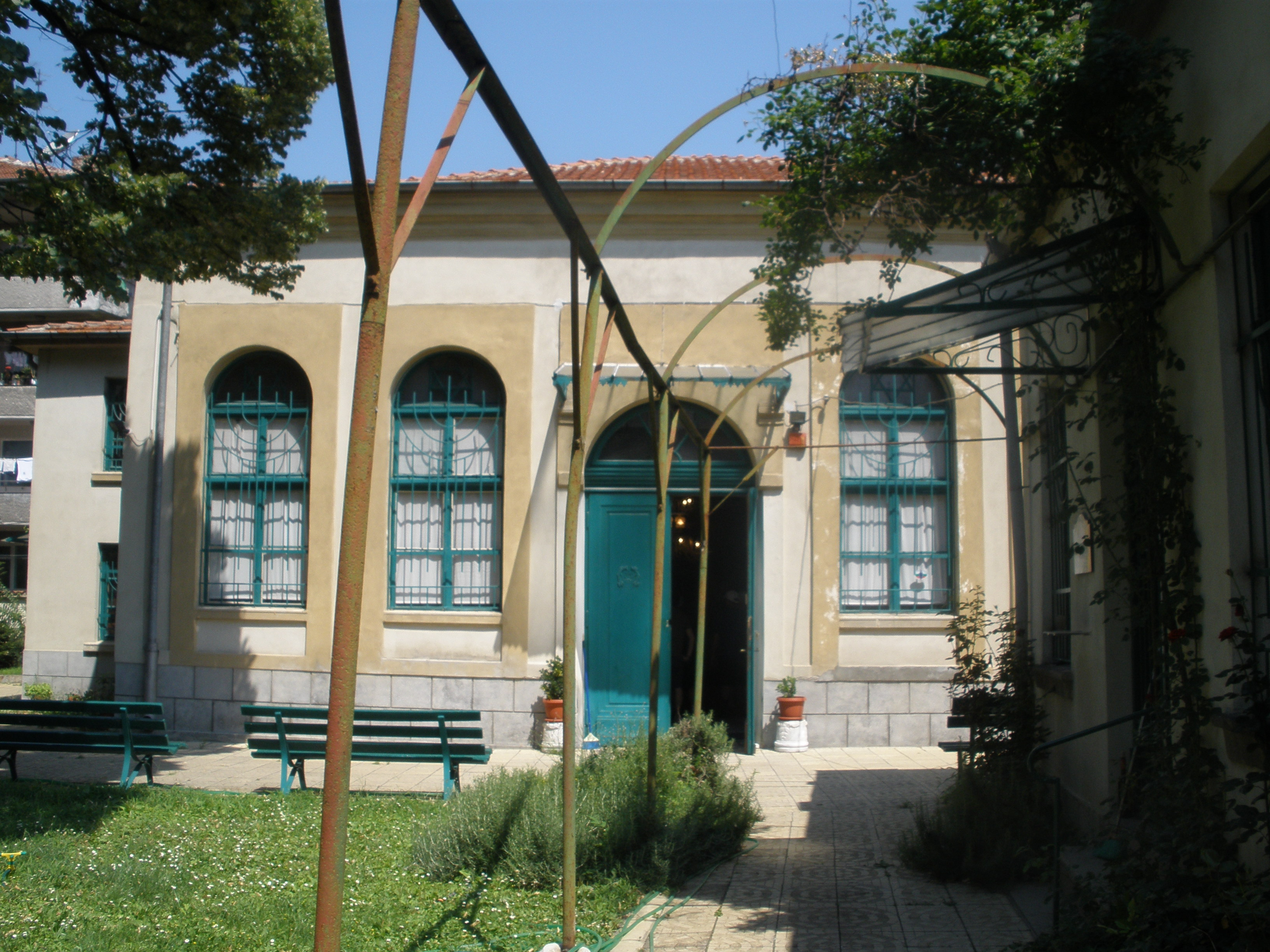
Façade de la synagogue.

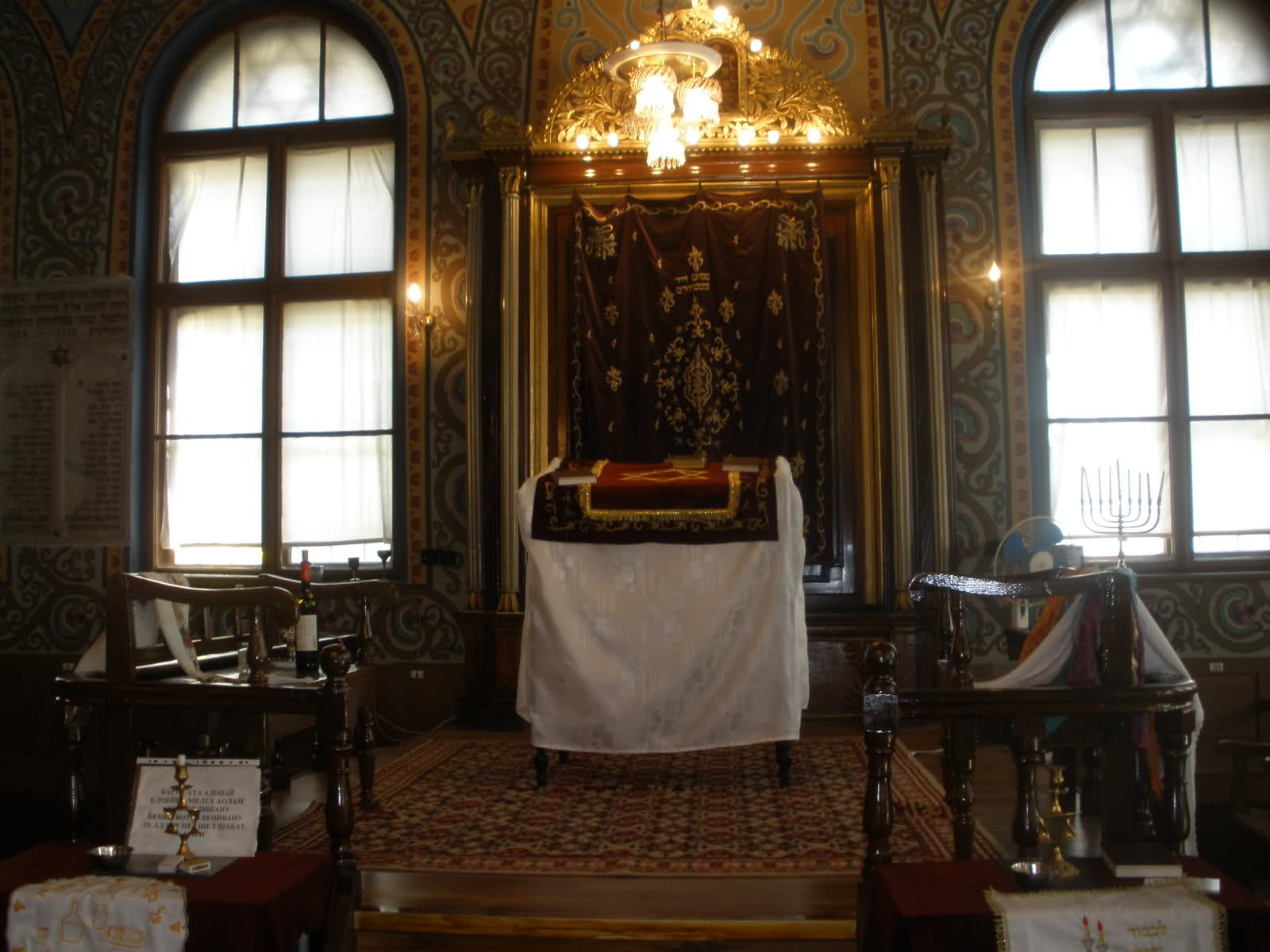
Intérieur de la synagogue.

La synagogue de Plovdiv est une synagogue localisée à Plovdiv en Bulgarie.
Cette synagogue est l'une de deux seules encore actives dans le pays (la seconde étant la synagogue de Sofia).

## Histoire
D'après des fouilles archéologiques réalisées dans la ville, la communauté juive est présente à Plovdiv (anciennement Philippopolis) depuis l'Antiquité sous la souveraineté de l'empereur romain Alexandre Sévère qui régna de 222 à 235 . 
De nombreuses synagogues existèrent dès lors et se succédèrent. En particulier lorsque de nombreux juifs chassés d'Espagne à la suite du décret de l'Alhambra s'installèrent dans l'Empire ottoman (qui domina la région pendant plusieurs centaines d'années).
Cela explique que le style architectural de l'édifice soit d'inspiration ottomane et que le rite qui y est pratiqué soit un rite séfarade.
En 1892 fut décidée la construction de cette synagogue dans ce qui était à l'époque le quartier juif de la ville.
La Shoah, l'assimilation à la suite de plusieurs dizaines d'années sous le régime communiste ainsi que l'émigration expliquent qu'aujourd'hui la communauté juive de la ville est de quelques centaines de membres (7 000 avant guerre).
Des dons ont permis la rénovation de la synagogue en 2003.

## Galerie photo

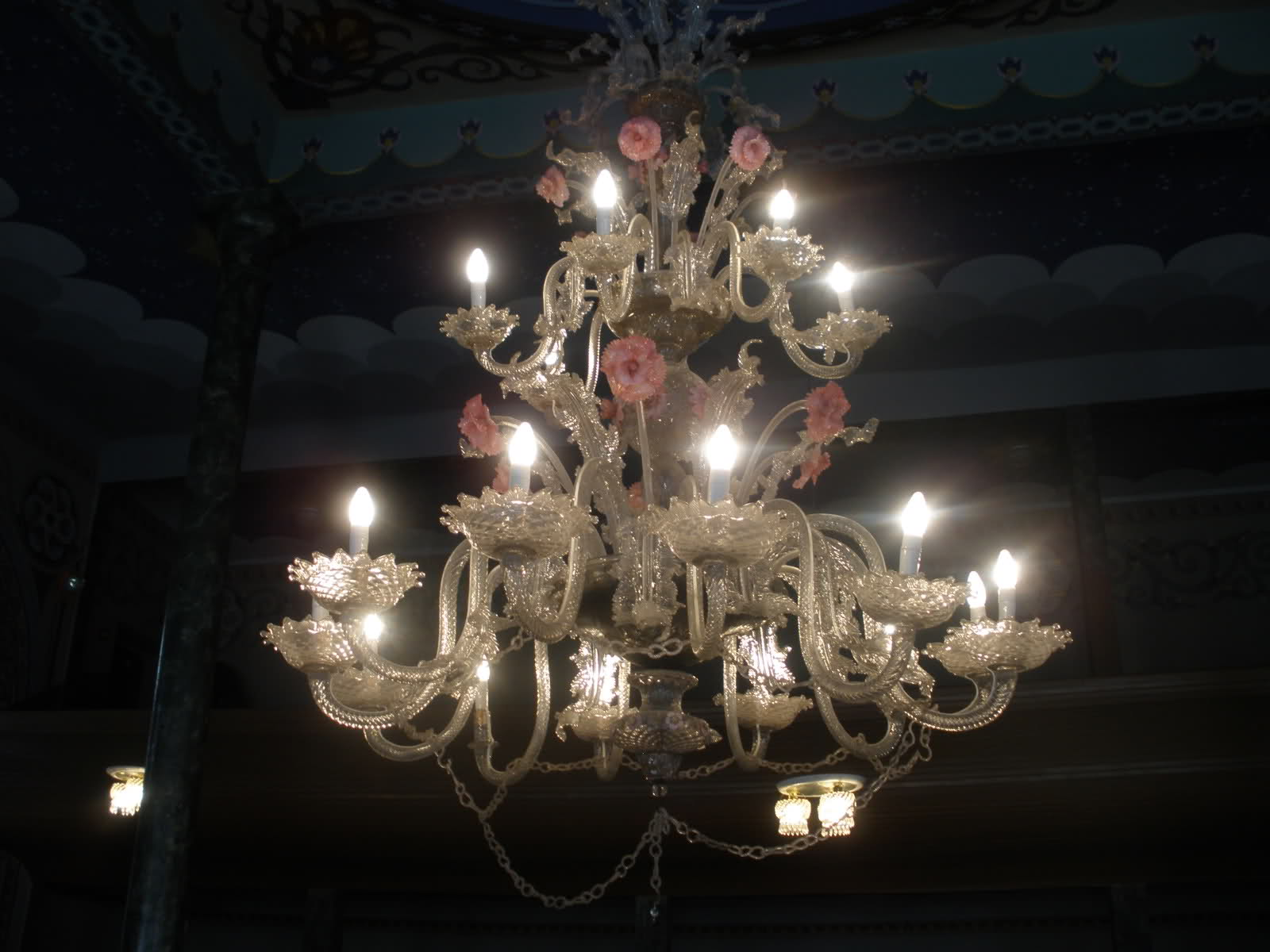
[Quoi ?]
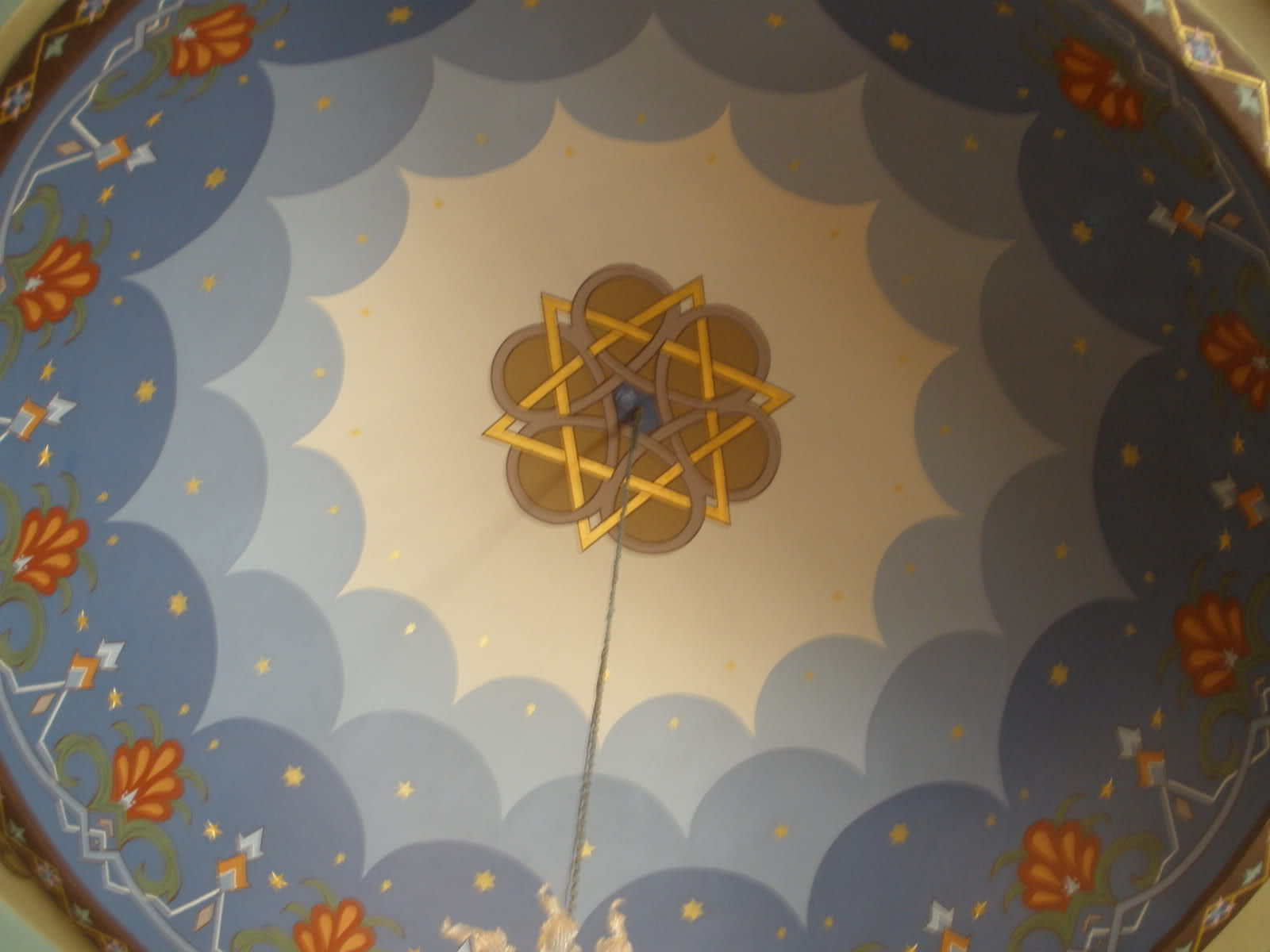
Details du dôme
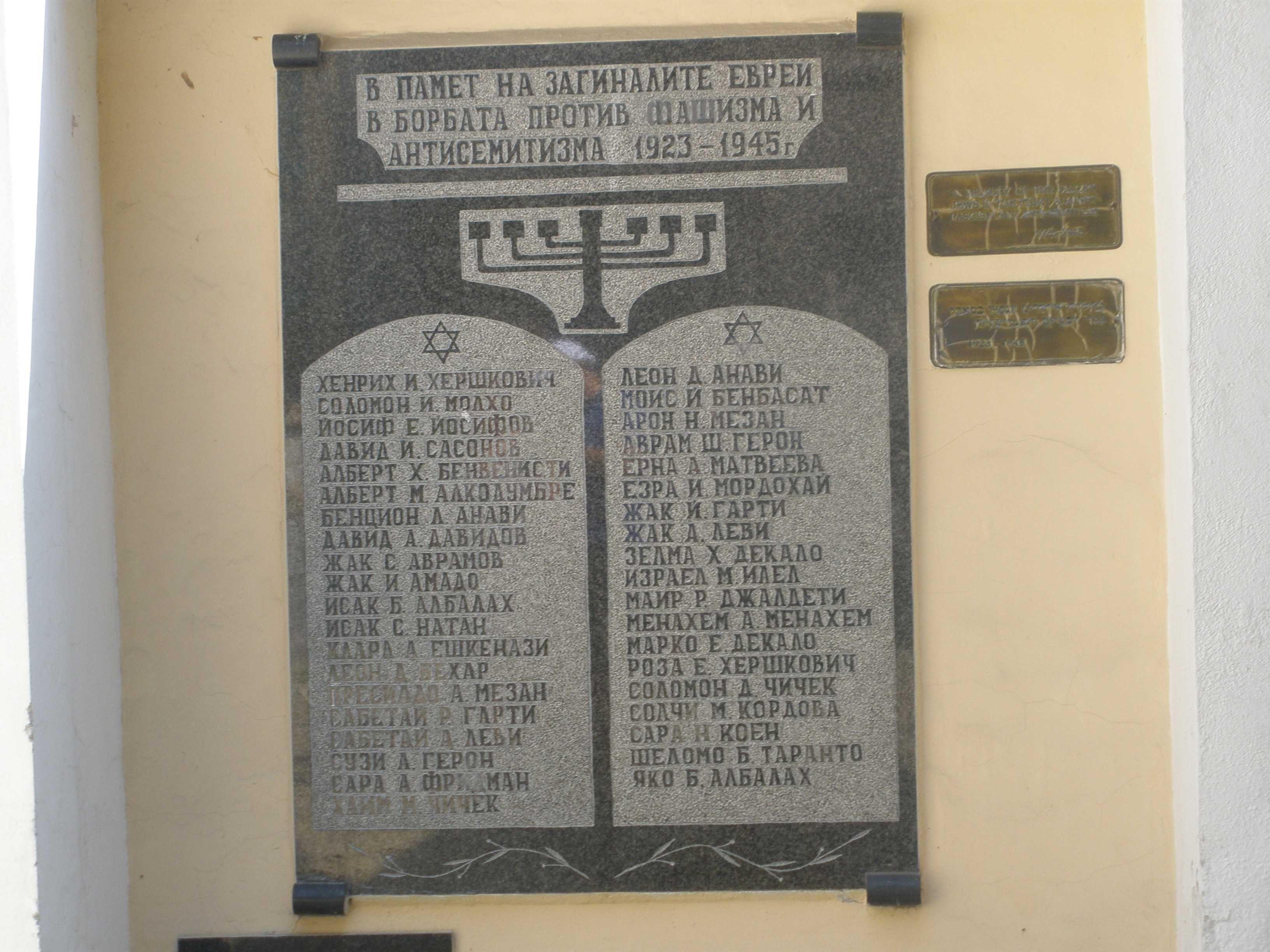
[Quoi ?]
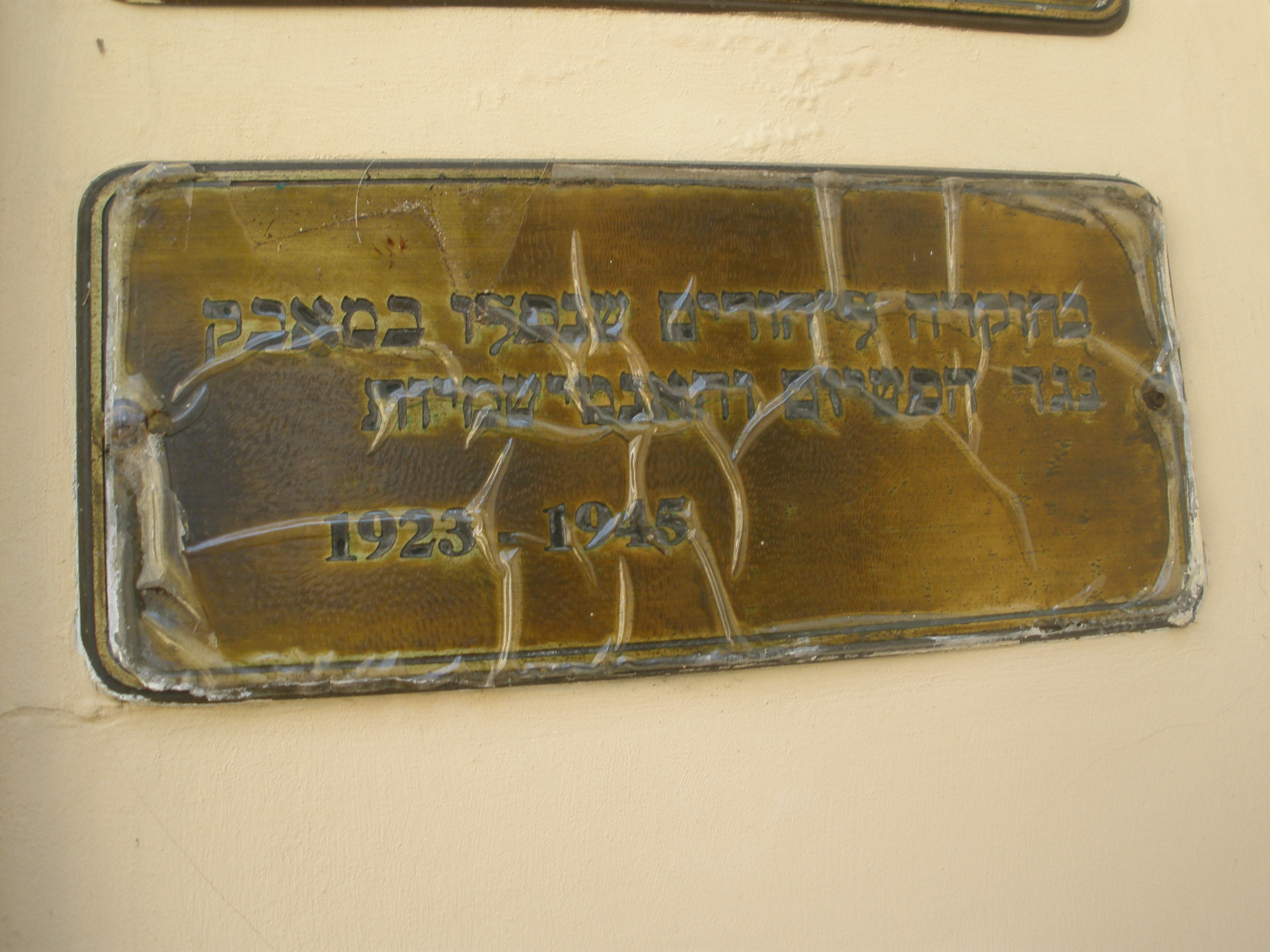
[Quoi ?]
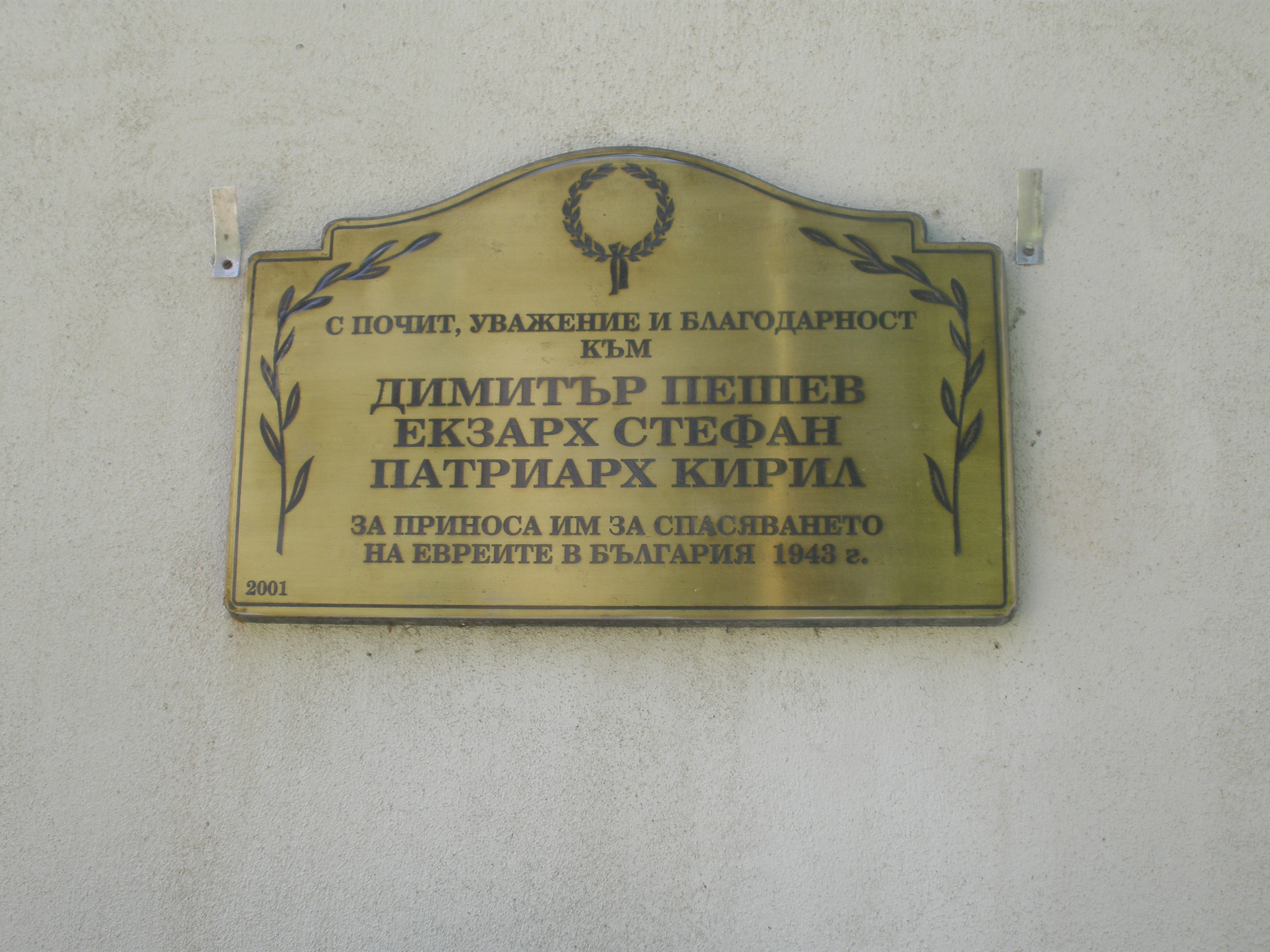
[Quoi ?]
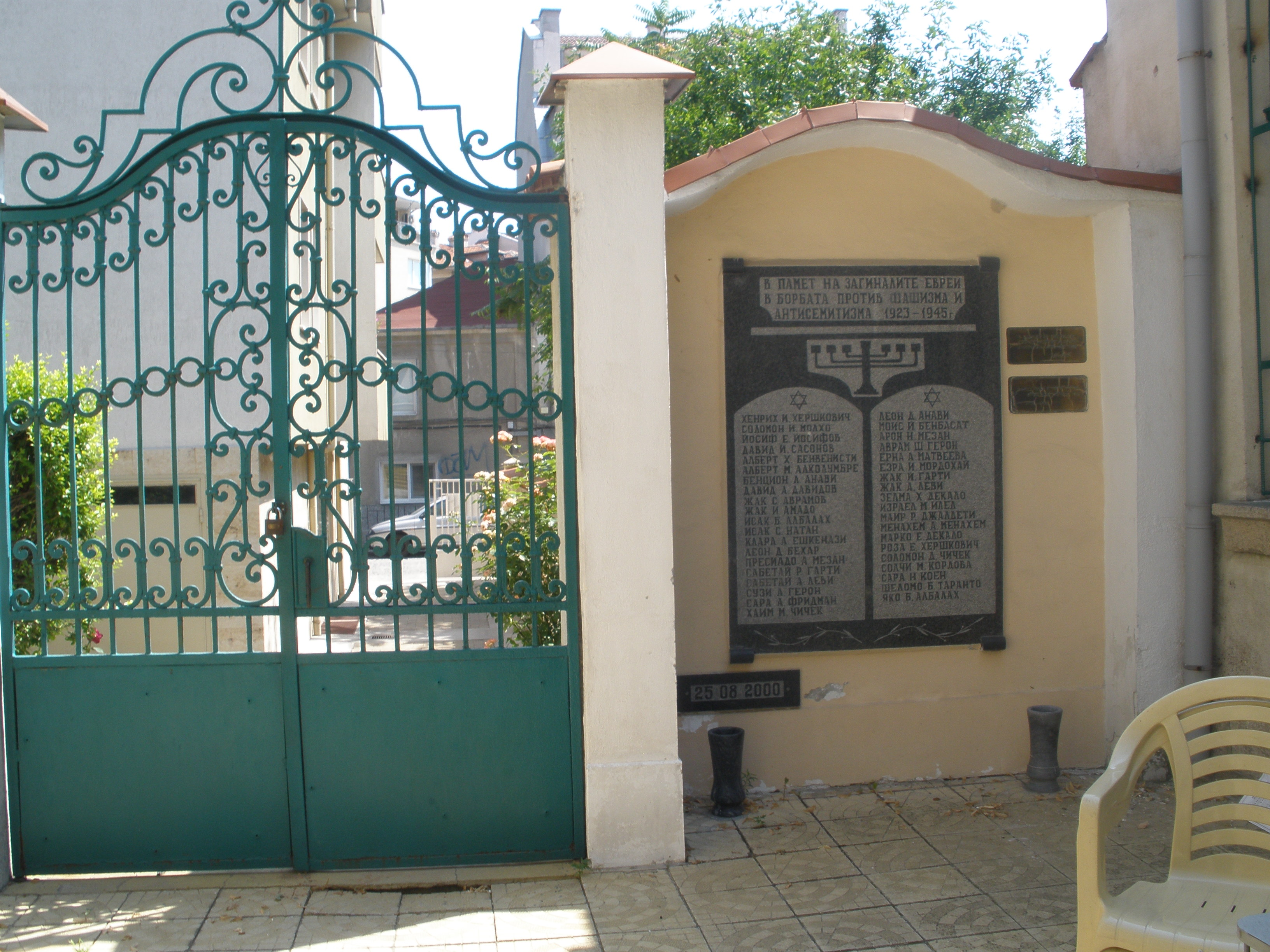
[Quoi ?]
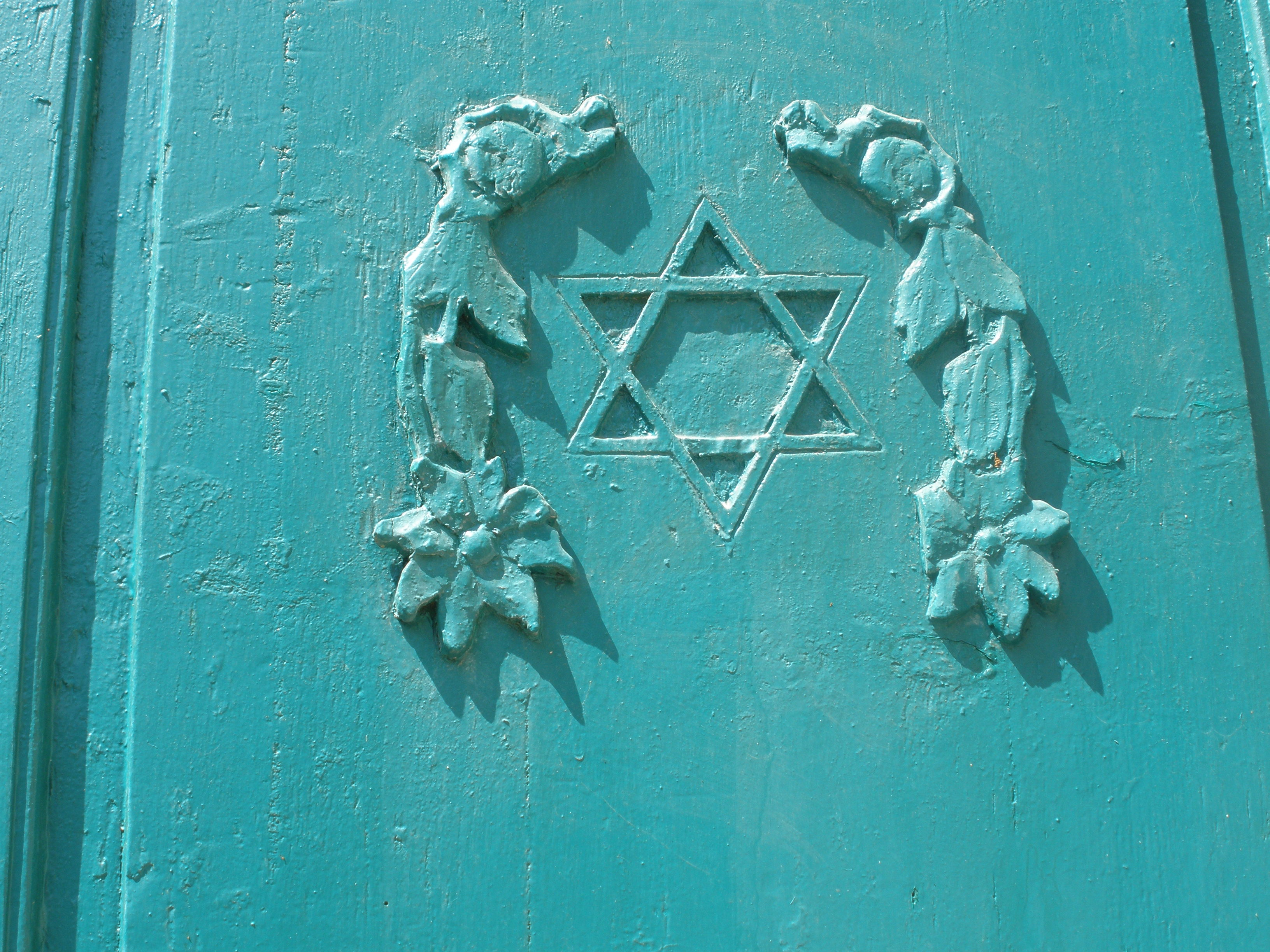
[Quoi ?]
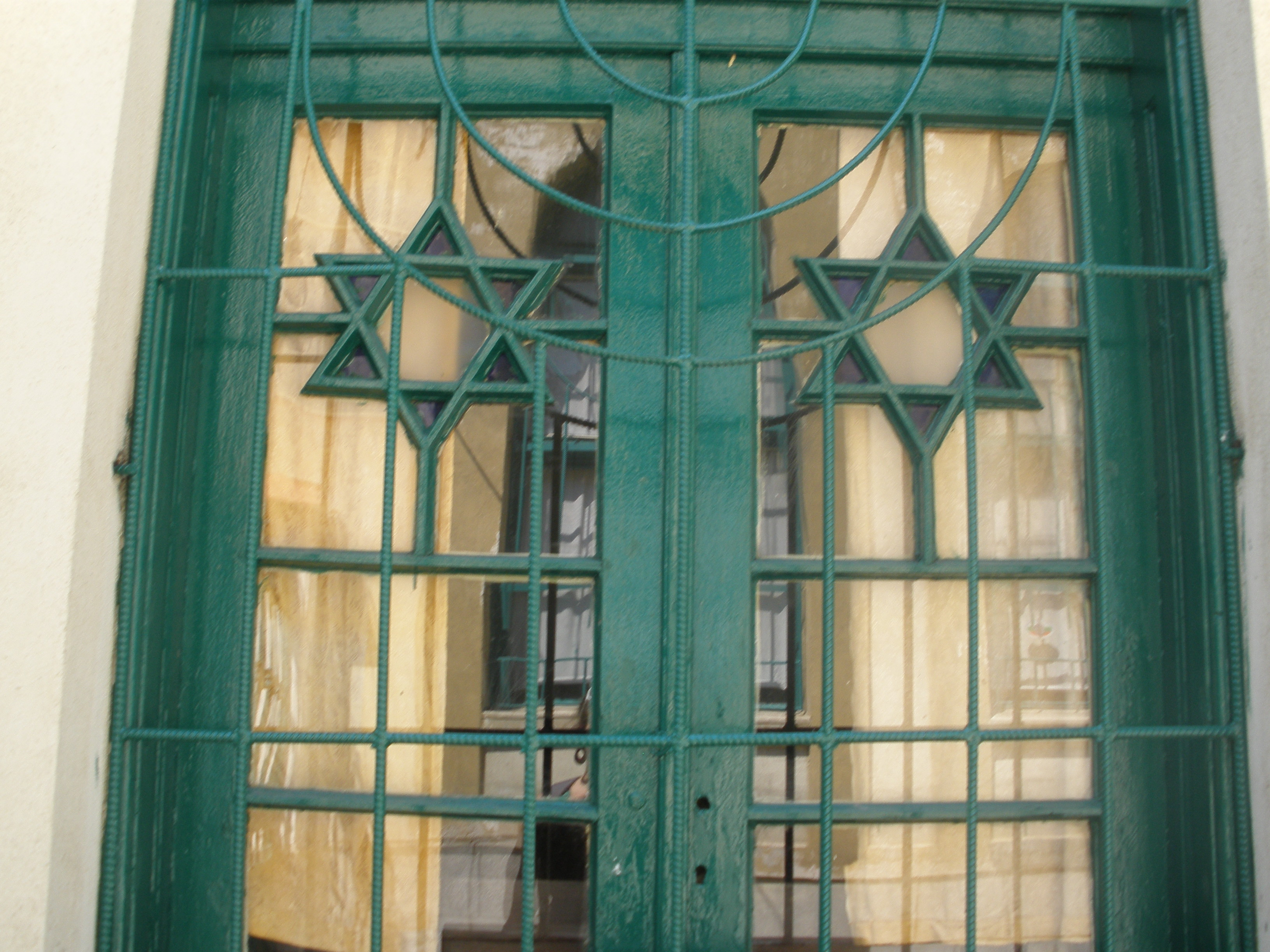
[Quoi ?]
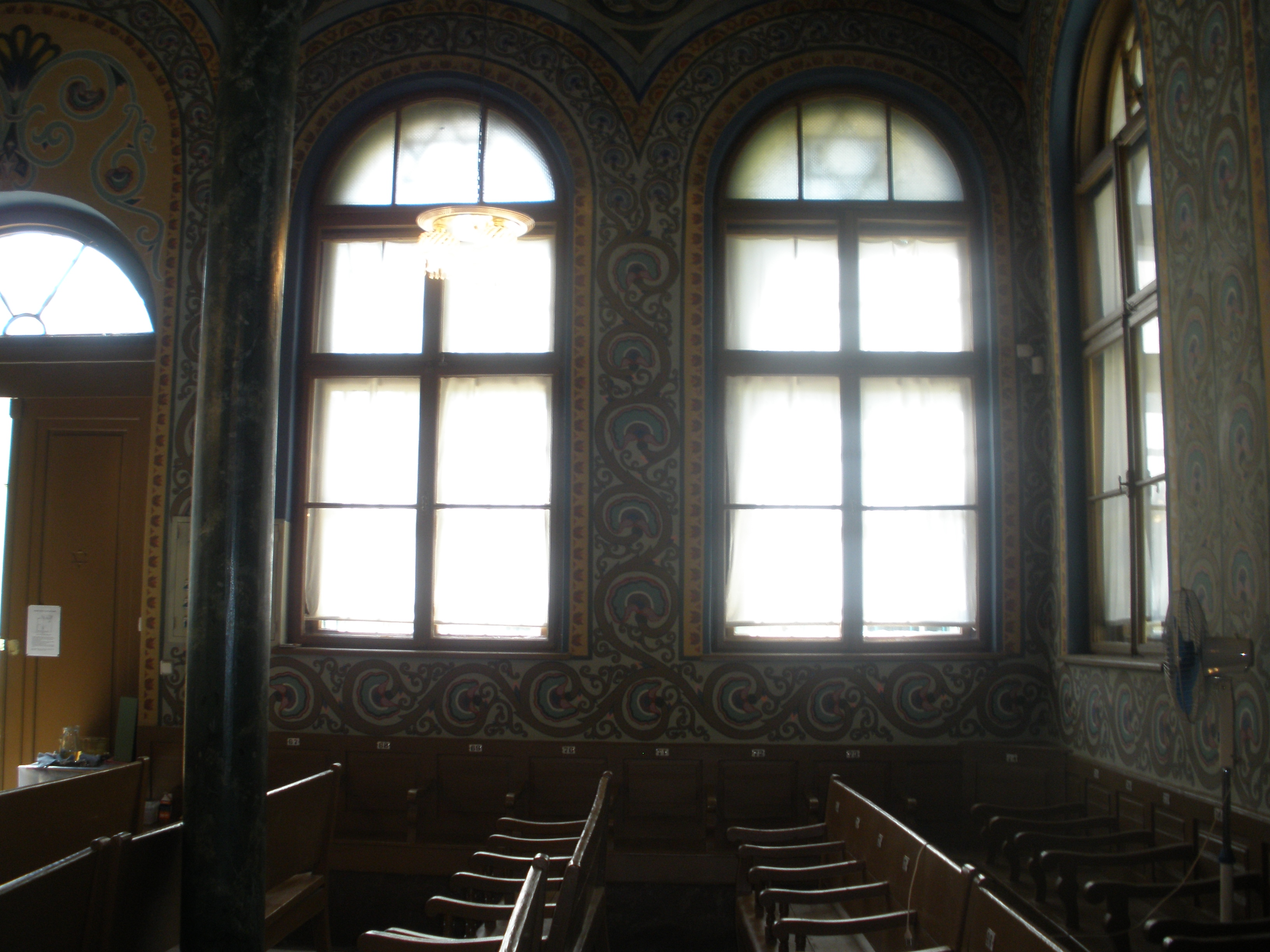
[Quoi ?]
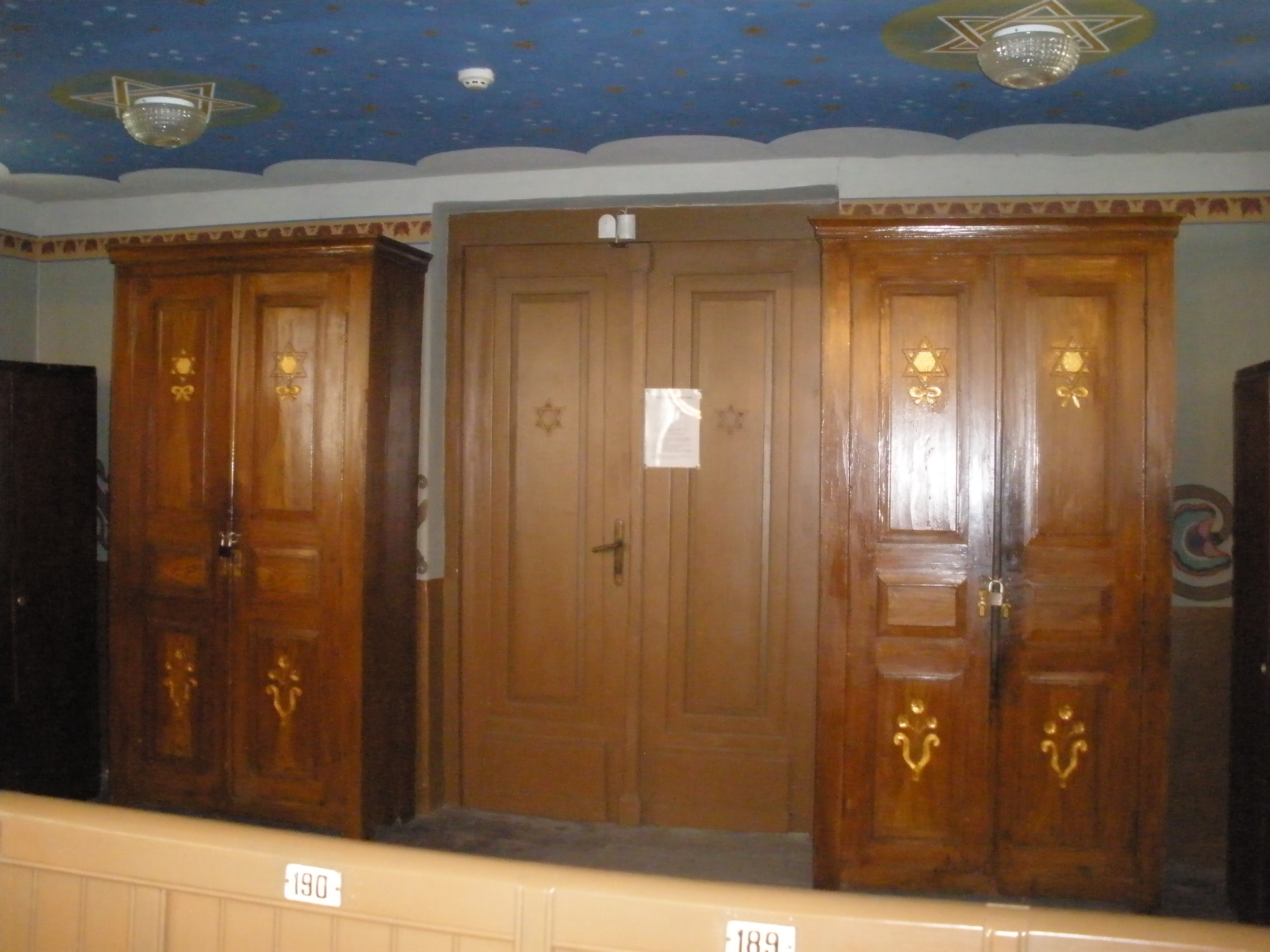
[Quoi ?]
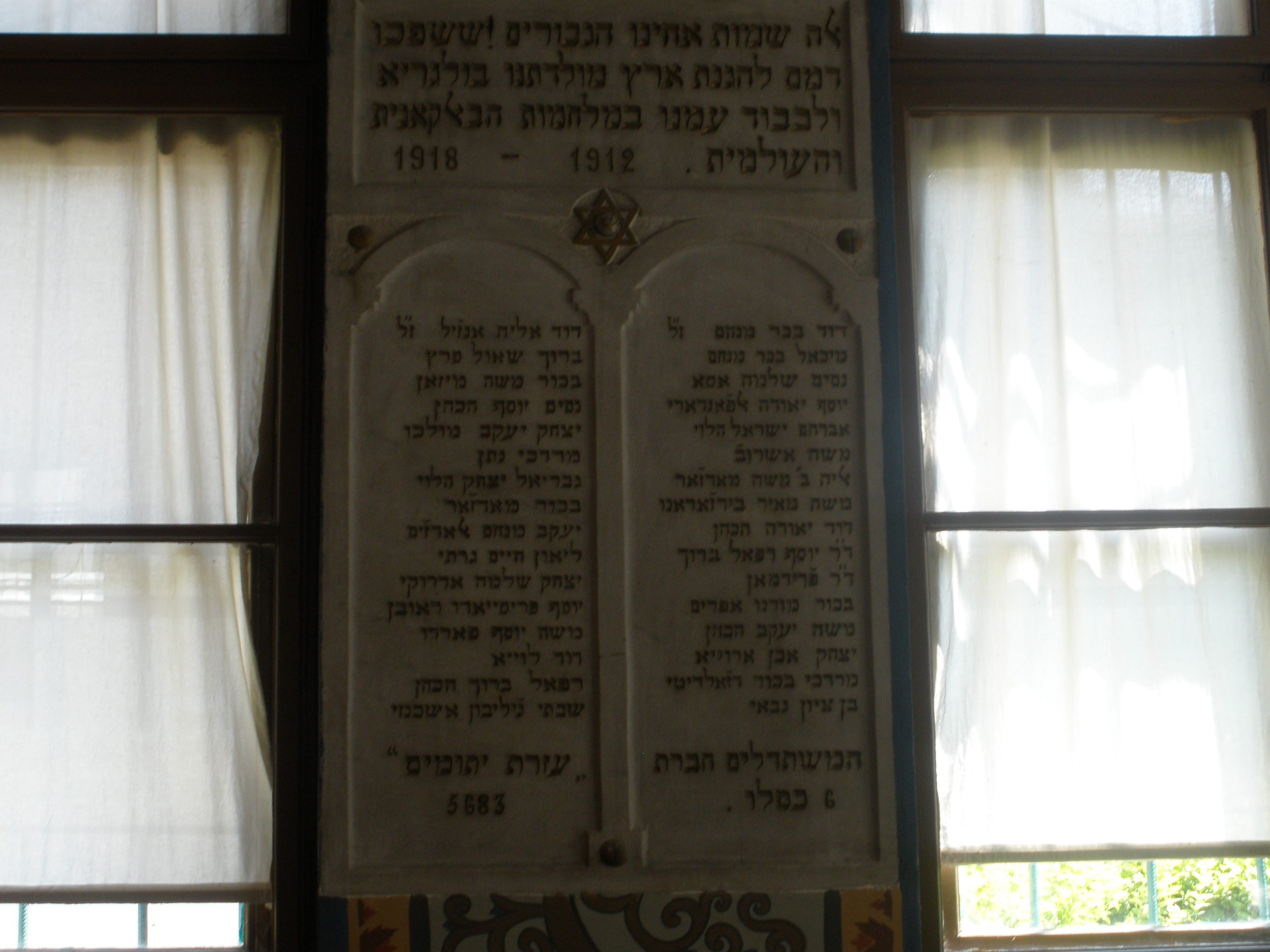
[Quoi ?]
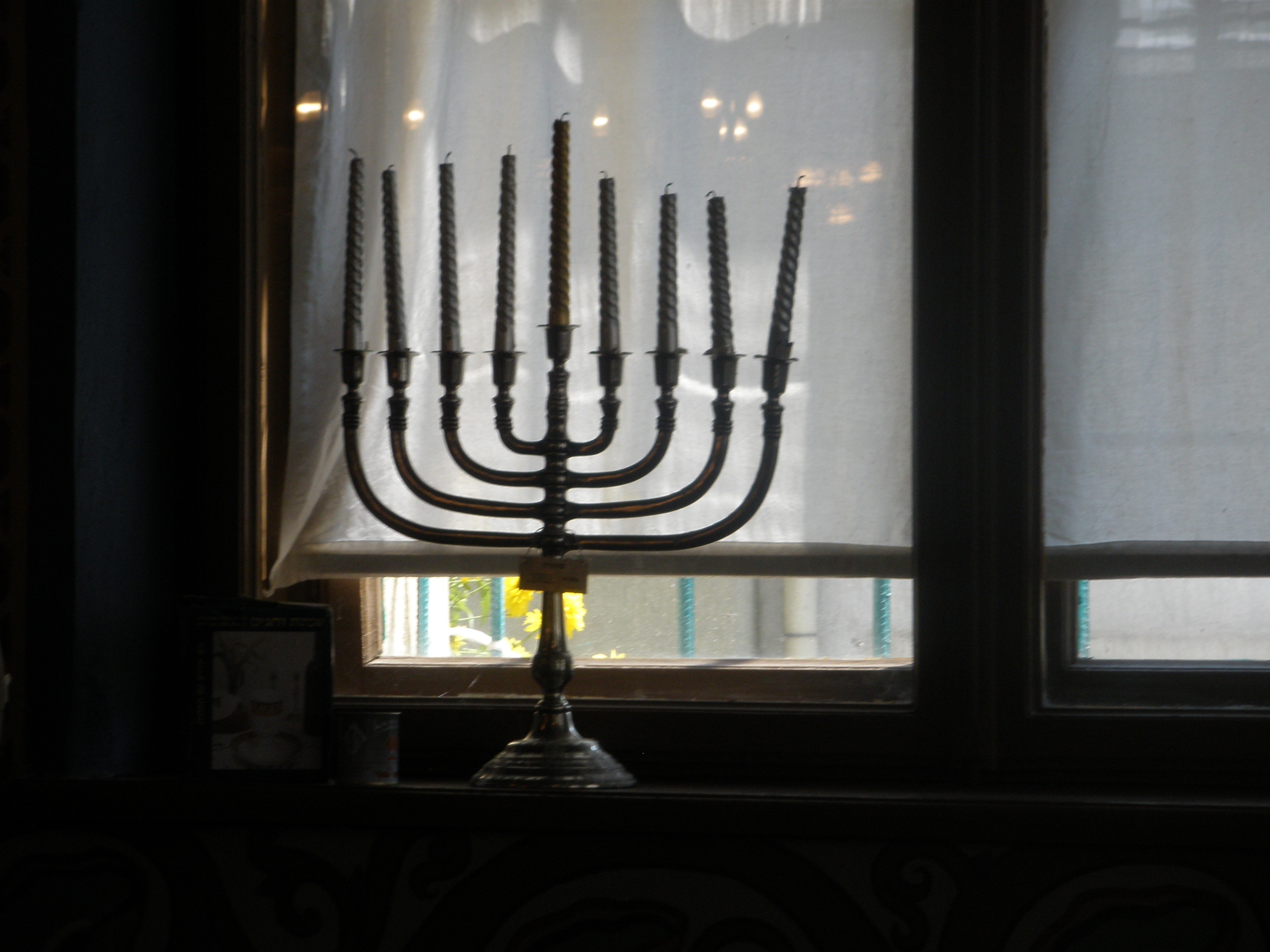
[Quoi ?]
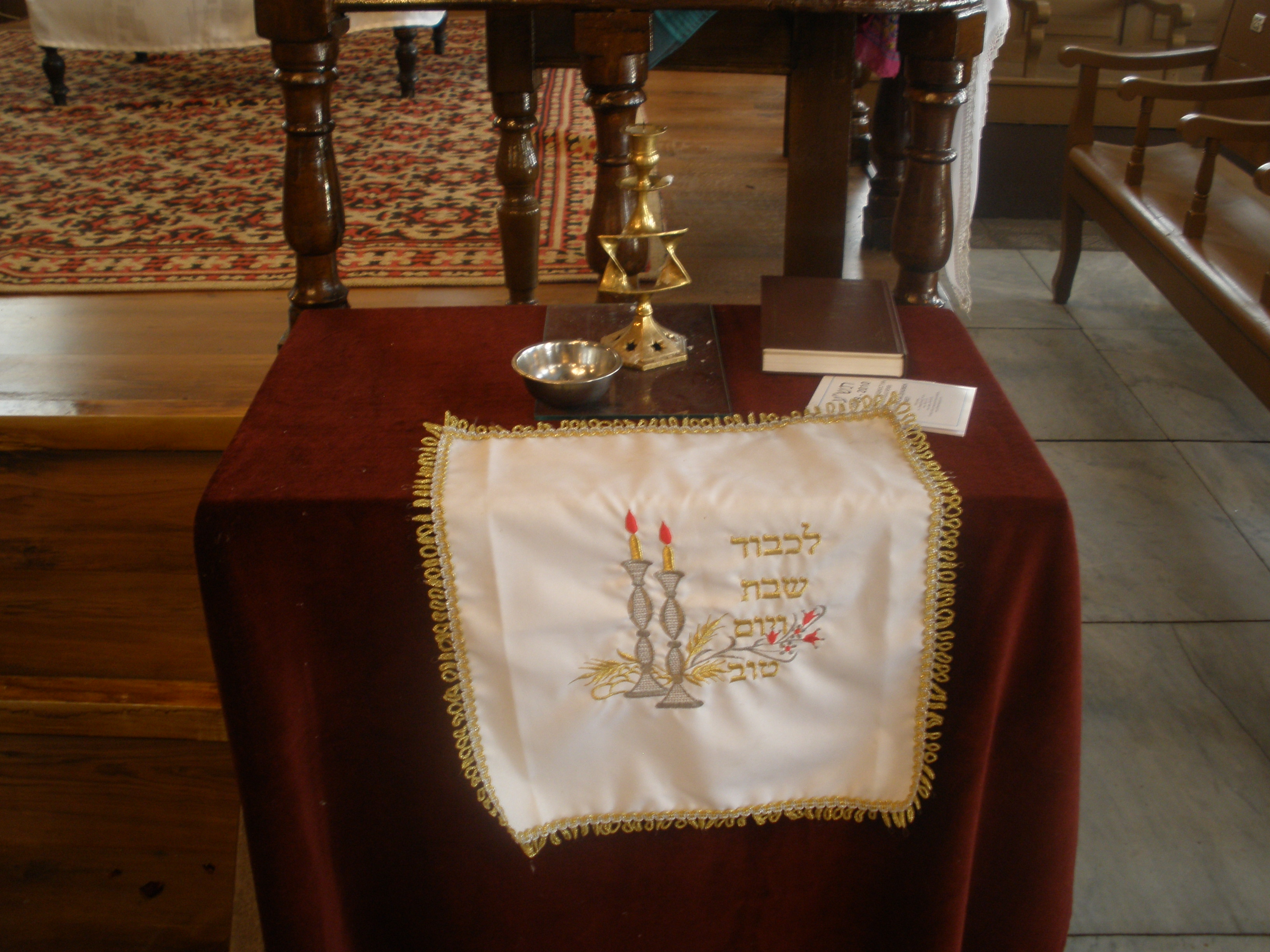
[Quoi ?]
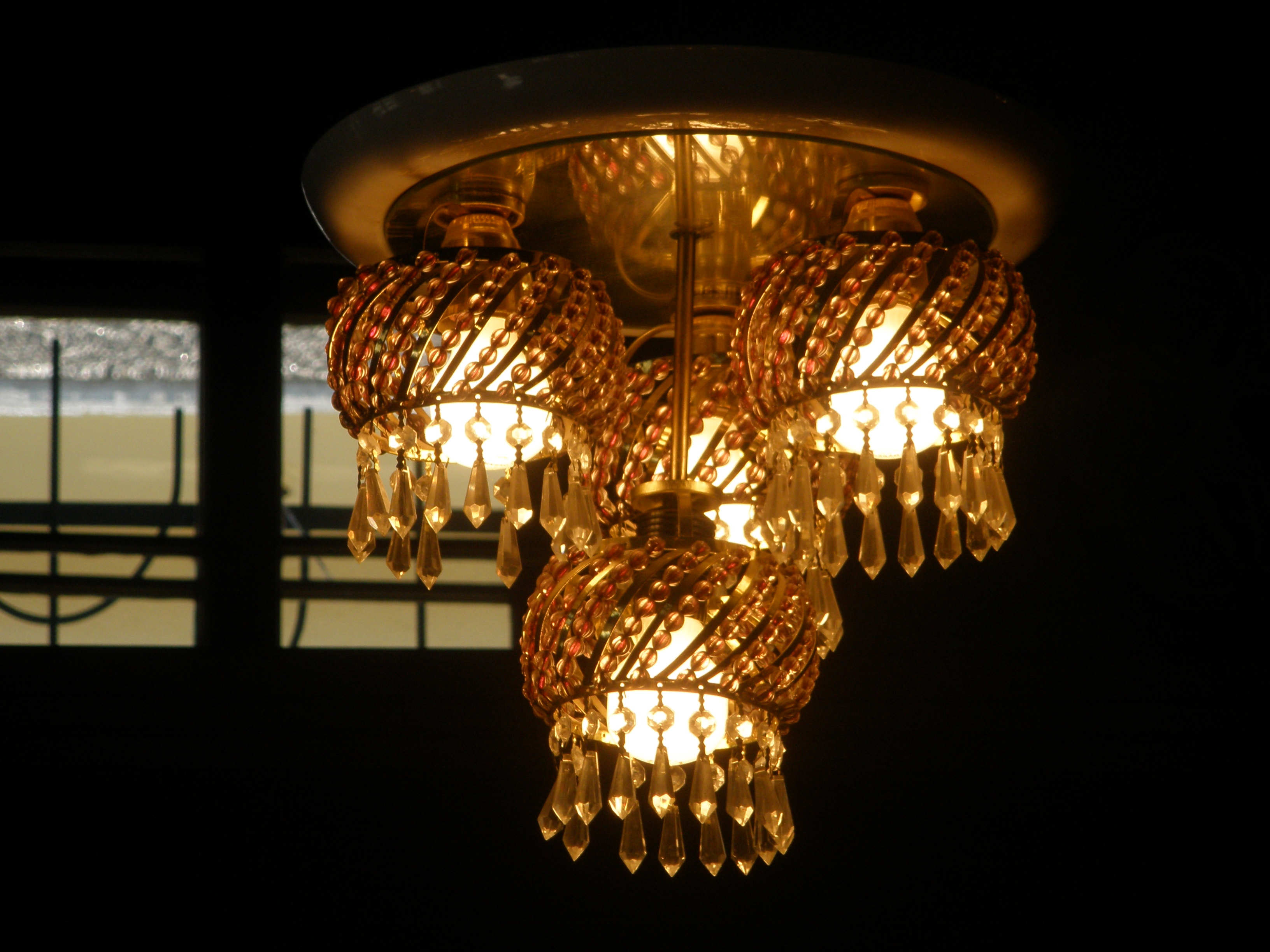
[Quoi ?]